# Lobera

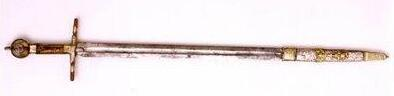
La Lobera conservata nella cattedrale di Siviglia

La Lobera (spagnolo: la espada lobera) fu una spada usata da San Ferdinando III di Castiglia come simbolo di potere, invece dello scettro, simbolo più tradizionale. Così il re veniva sempre raffigurato con una sfera ed una spada in mano.

## Storia

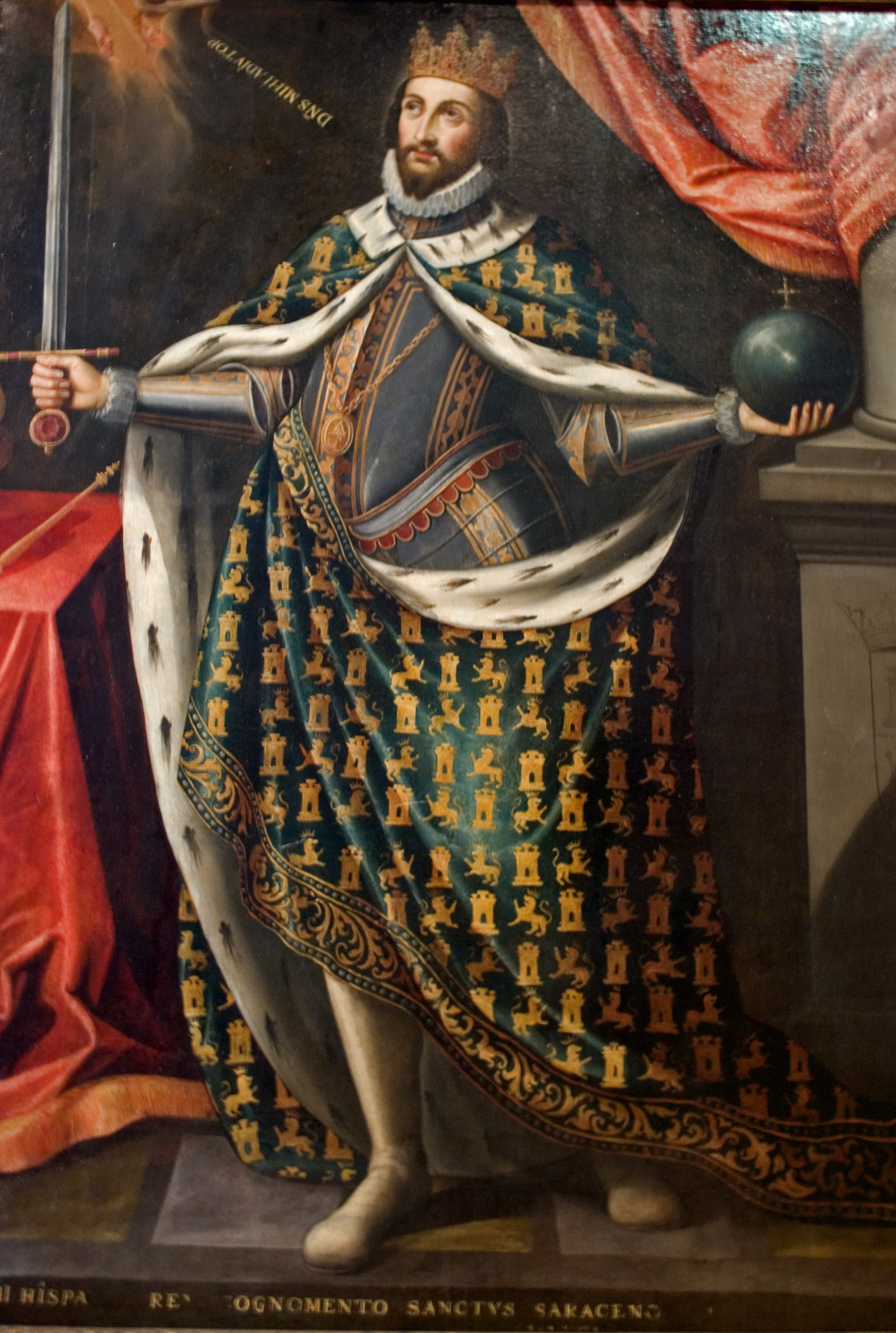
Ferdinando III di Castiglia rappresentato con la Lobera e una sfera in un dipinto del 1600 circa.

La Lobera fu la spada di San Ferdinando III, re di Castiglia dal 1217 e re di León dal 1230, che terminò il lavoro svolto dal nonno materno Alfonso VIII di Castiglia e consolidò la Reconquista. Nel 1231, unì definitivamente la Castiglia e León. Ai suoi tempi era considerato un cavaliere esemplare. Papa Innocenzo IV lo nominò "invincibile campione di Gesù Cristo". La Lobera, forgiata in acciaio, ha una lama di 80 cm e ornamenti d'argento. È una reliquia conservata nella Capilla Real della Cattedrale di Siviglia.

### Etimologia e leggenda
Il nome lobera deriva probabilmente dal nome di una tipologia di spada da caccia, ingaggiata per la caccia ai lupi, da cui il nome "cacciatrice di lupi". Don Juan Manuel, principe di Villena, nipote del re Ferdinando III, scrisse nel suo Libro de los ejemplos del conde Lucanor y de Patronio (1337) ("Libro degli esempi del conte Lucanor e di Patronio"), che la Lobera era la spada di Ferdinando Gonzales di Castiglia (eroe epico del Poema di Fernán González) descritta come una "spada di grande virtù". Don Juan Manuel scrive che il re Ferdinando III, disteso sul suo letto di morte, gli si rivolse in queste parole: "Non posso lasciare nulla in eredità a te, ma ti conferisco la mia spada Lobera, che è una cosa di grande virtù e con la quale Dio mi ha reso molto buono."